# Circolo Sportivo Italiano (Vóley)
El Circolo Sportivo Italiano Vóley es una sección del Club Circolo Sportivo Italiano que actualmente participa en la Liga Nacional Superior de Voleibol del Perú en las categorías Masculino y Femenina.

## Palmarés

### Femenina

#### Torneos nacionales oficiales
- Liga Nacional Superior (2): 2004, 2008.